# Geta római császár
Imperator Caesar Publius Septimius Geta Augustus, született Publius Septimius Geta, (Róma, 189. március 27. – Róma, 211. december 26.) 209 és meggyilkolása között Caracalla társcsászára a Római Birodalomban.

## Családi körülményei
Septimius Severus és Julia Domna (aki egy szíriai főpap lánya volt) fiatalabb gyermeke, Caracalla öccse. 189. március 7-én született Észak-Afrikában, ahol apja helytartó volt, de a pannóniai légiók 193. április 9-én Carnuntumban császárrá kiáltották ki. 197-ben gyermekként elkísérte szüleit és testvérét a parthus háborúba. 198-ban apja Ktésziphónnál kivívott győzelme után Caesarrá nevezte ki, amikor idősebbik fia Augustus lett.
199 és 202 között a Római Birodalom keleti területeit utazta be. 203 és 204 között apjával és bátyjával szülőföldjére, Észak-Afrikába utazott. Geta első alkalommal (a második konzulságát töltő) Caracalla társkonzulja lett. A két testvér közötti viszony már ekkor ellenséges volt.

## Ellenségessége Caracallával
A császár, Septimius Severus mindent elkövetett, hogy két fiát a gyermekkoruktól tartó ellenségeskedésből összebékítse. 205 és 207 között idejének nagy részét fiaival együtt Campaniában töltötte, ennek érdekében neveztette ki 208-ban őket társkonzullá. 209-ben átvette Britannia tartomány irányítását és teljes címe Imperator Caesar Publius Septimius Geta Pius Augustus lett majd egy év múlva a diadalmas Britannicus jelzőt is megkapta.

## A társuralkodás
Septimius Severus 211-ben bekövetkezett halála után Caracalla és Geta társ-augustusok lettek, de ellenségeskedésük erősödött. A viszony romlásában a kortársak szerint Caracalla vitte a kezdeményező szerepet, öccse véleményét állandóan figyelmen kívül hagyta. Severus tanácsadói és a hadsereg is Geta támogatója volt. Apjuk hamvaival anyjuk, Julia Domna kíséretében a fővárosba igyekeztek, ahol apjuk temetése és istenné avatása után mindketten erős katonai védelmet szervezve külön éltek. Előterjesztettek egy a birodalom területi felosztását tartalmazó tervet, ami Európát Caracalla, míg Ázsiát Geta fennhatósága alá helyezte, de anyjuk, félve befolyásának csökkenésétől, ennek végrehajtását ellenezte.

## Geta meggyilkolása
Caracalla a Saturnalia ünnepségeit akarta felhasználni testvére meggyilkolására, de terve kiszivárgott és Geta megerősítette testőrségét. Caracalla azt javasolta anyjának, hogy hívja meg mindkettőjüket fegyvertelenül magához kieszközölni az összebékülést. 211. február 4-én, amikor Geta belépett a találkozás helyszínéül szolgáló terembe, Caracalla centurióinak egy csoportja behatolt oda és Getát lekaszabolták. Caracalla azzal vádolta öccsét, hogy összeesküvést szervezett ellene. Egyes légiók kezdeti ellenkezése ellenére Caracalla megszerezte a testőrség és a szenátus támogatását. Geta nevét a feliratokból kivakartatta, támogatóit – így a gyilkossággal szembeszegülő Aemilius Papinianus (preafectus praetorio) kiváló jogtudóst is – kivégeztette.

## Kortársi vélemények
A történetíró Cassius Dio elítélte ifjúkori kicsapongásai miatt. Aurelius Victor szerint – Caracallával ellentétben – előzékeny és kiegyensúlyozott fiatalember volt. A Historia Augusta azt írja róla, hogy „…Bátyja mindig gyűlölte, ő tekintetbe vette apja véleményét és anyjával sokkal gyengédebb viszonyban volt, mint bátyja.”